# Текстура осадових порід плямиста
Текстура осадових порід плямиста – різновид текстури гірських порід. Характеризується наявністю в осадових гірських породах плям, які відрізняються від основної маси породи мінералогічним та ґранулометричним складом, кольором, іншими фізичними та хімічними властивостями (твердістю, стійкістю при вивітрюванні тощо).  

## Різновиди
Розрізняють макроплямистість та мікроплямистість.  Крім того, виділяють гніздову, лусочкову, пластівцеву, струменеву та ін. різновиди плямистості порід.
Гніздова текстура характерна нерівномірним скупченням гнізд-плям алеврито-піщаного матеріалу або аутигенних матеріалів у більш тонкій речовині осадової породи. Поширена в глинистих осадових породах.
- Лусочкова текстура характерна наявністю різнозафарбованих органічними фарбниками або оксидами заліза лусочок тонкодисперсних глин.
- Струменева текстура відрізняється наявністю в тонкодисперсних глинах ділянок, що мають вигляд струменів, різнозафарбовані мікропрошарки глинистої речовини, іноді насичені точковими чорними включеннями.
- Пластівцева текстура характерна наявністю в масі глинистої речовини різнозафарбованих ділянок, що мають розпливчаті, пластівцевовидні обриси.